# كيلي غوس
كيلي غوس (بالإنجليزية: Kelli Goss)‏ هي ممثلة أمريكية، ولدت في 1 فبراير 1992 في فالنسيا، سانتا كلاريتا، كاليفورنيا في الولايات المتحدة.

## وصلات خارجية
- كيلي غوس على موقع IMDb (الإنجليزية)
- كيلي غوس على موقع قاعدة بيانات الفيلم (الإنجليزية)